# Dirk Salomon
Dirk Salomon (* 1957 in Ulm) ist ein deutscher Schauspieler und Drehbuchautor.

## Leben
Dirk Salomon studierte nach dem Abitur bis 1982 Theaterwissenschaft und Germanistik an der Ludwig-Maximilians-Universität München. Danach ließ er sich drei Jahre zum Schauspieler ausbilden. Salomon hatte zahlreiche Theaterengagements und debütierte 1981 in der Roman-Verfilmung Das Boot vor der Kamera. Es folgte bis in die 2000er-Jahre hinein eine Vielzahl weiterer Rollen. Salomon spielte mehrfach in den Reihen Polizeiruf 110 und Der Alte, wurde einem breiten Fernsehpublikum aber insbesondere als Kriminaltechniker Schober in den Tatort-Folgen mit dem Stuttgarter Ermittler Ernst Bienzle alias Dietz-Werner Steck bekannt.
Seit 1993 schreibt Dirk Salomon gemeinsam mit Thomas Wesskamp Drehbücher für das Fernsehen. Hierzu gehören unter anderem 16 Folgen der Jugendserie Ein Fall für B.A.R.Z. und mehrere Episoden aus der Reihe Polizeiruf 110. Für die Folge 1A Landeier wurde Salomon gemeinsam mit Wesskamp und den Hauptdarstellern Oliver Stritzel und Martin Lindow 1996 mit dem Adolf-Grimme-Preis in der Kategorie "Allgemeine Programme – Fernsehspiel" ausgezeichnet.
Dirk Salomon lebt in München.

## Filmografie

### Als Schauspieler
- 1981: Das Boot
- 1983: Die Spider Murphy Gang
- 1984: Früher Schnee in München
- 1985: Derrick – Wer erschoß Asmy?
- 1985: Polizeiinspektion 1 – Große und kleine Fische
- 1985: Die Krimistunde (Fernsehserie, Folge 16, Episode: "Die richtige Medizin")
- 1985: Via Mala (Ep. #1.3)
- 1986: Polizeiinspektion 1 – Glück und Glas
- 1986: Le rire de Caïn
- 1987: Der Alte – Ultimo
- 1991: Go Trabi Go
- 1991: Peter Strohm – Amateure sterben schnell
- 1991: Berlin Lady
- 1993: Die zweite Heimat – Chronik einer Jugend (3 Folgen als Dirk)
- 1993: Forsthaus Falkenau – Zwei Omas sind einfach zu viel
- 1994: Der Fahnder – Picknick im See
- 1995: Gegen den Wind – Durch dick und dünn
- 1996: Der Alte – Nachtmorde
- 1996: Der Alte – Der Tod meines Vaters
- 1996: Der Alte – Wir werden ihn lynchen
- 1997: Polizeiruf 110 – Gänseblümchen
- 1997: Hotel Mama – Die Rückkehr der Kinder
- 1998: Der Alte – Tod eines Dealers
- 1998: Irrlichter
- 1998: Polizeiruf 110 – Mordsmäßig Mallorca
- 2000: Alles Atze – Ein heißer Hund
- 2000: Polizeiruf 110 – Bruderliebe
- 2002: Ritas Welt – Der einzige Zeuge
- 2003: Treibjagd
- 2003: Heimatgeschichten – Der Schatzgräber
- 2004: Polizeiruf 110 – Mein letzter Wille
- 2006: Die Rosenheim-Cops – Diebstahl als Alibi
- 2006: Die Wolke
- 2006: Forsthaus Falkenau – Zu viel des Guten
- Tatort (seit 2002 als Kriminaltechniker Schober)
  - 1994: Bienzle und das Narrenspiel
  - 1996: Der Spezialist
  - 1999: Bienzle und der Zuckerbäcker
  - 1999: Norbert
  - 2002: Bienzle und der Tag der Rache
  - 2002: Bienzle und der süße Tod
  - 2003: Bienzle und der Taximord
  - 2004: Bienzle und der steinerne Gast
  - 2005: Bienzle und der Feuerteufel
  - 2005: Bienzle und der Sizilianer
  - 2006: Bienzle und der Tod in der Markthalle
  - 2006: Bienzle und der Tod im Weinberg
  - 2007: Bienzle und die große Liebe
  - 2007: Bienzle und sein schwerster Fall

### Als Drehbuchautor (mit Thomas Wesskamp)
- 1997: Der Mordsfilm
- 2004: Einsatz in Hamburg – Bei Liebe Mord
- 2005–2006: Ein Fall für B.A.R.Z. (16 Folgen)
- 2006–2007: Ein Fall für zwei (Folgen Blutige Liebesgrüße und Tödliche Besessenheit)
- 2007: Fürchte dich nicht
- 2007–2008: Lutter (Folgen Essen is’ fertig und Toter Bruder)
- 2010: Tatort – Vergessene Erinnerung
- 2012: Die Rache der Wanderhure
- seit 2015: SOKO München (bislang 5 Folgen)
- 2017: Die Ketzerbraut
- Polizeiruf 110
  - 1995: 1A Landeier
  - 1995: Roter Kaviar
  - 1997: Gänseblümchen
  - 1998: Mordsmäßig Mallorca
  - 2004: Bruderliebe
  - 2004: Mein letzter Wille

## Hörspiele
- 1988: Dem Manne kann geholfen werden – Autor: Horst Bosetzky – Regie: Klaus Wirbitzky

## Auszeichnungen
- 1996: Adolf-Grimme-Preis für 1A Landeier
- 1996: Nominierung zum Adolf-Grimme-Preis für Roter Kaviar
- 2007: Nominierung zum Deutschen Fernsehpreis 2007 für Fürchte dich nicht in der Kategorie "Bestes Buch"